# Преспанска бабушка
Преспанска бабушка (Rutilus prespensis) е вид дребна сладководна риба от семейство Шаранови.
Застрашен е от конкуренцията на привнесени в езерото риби.

## Разпространение
Видът е ендемичен за Преспанското езеро.